# Procwork
O Grupo Procwork é uma empresa de que presta serviços de  de informática, soluções de Tecnologia da Informação (TI) atuando em diversos segmentos de negócios, nas principais competências: ERP, BI,  ECM, CRM, SCM, Atendimento remoto, Fábricas de Software e Outsourcing contando com mais de 5 mil funcionarios.
Atualmente a Procwork foi adquirida pelo grupo chileno Sonda formando uma das maiores companhias de TI do Brasil e América Latina.

## Historia
O Grupo Procwork, fundado em 1989, consolidou-se nos últimos anos como um dos maiores líderes brasileiro em serviços de 
informática e integração de soluções de Tecnologia da Informação (TI).[carece de fontes?]
Hoje, o grupo assiste a um amplo universo empresarial, de pequenas a  grandes empresas, com um número aproximado de seiscentos 
(600) clientes, sendo, em sua grande maioria, grupos multinacionais e 70% figuram entre as quinhentas (500) 
maiores companhias do Brasil.[carece de fontes?]
Possui em torno de quatorze mil (14.000) m² de instalações físicas para manter seus setores e funcionários. Há sete (7) escritórios regionais e seis (6) filiais, distribuídos por sete (7) Estados: SP, RJ, MG, RS, PR, SC e AM. No mercado internacional, o grupo atua com duas bases instaladas, nos Estados Unidos e no México. [carece de fontes?]
Foi comprada pela empresa chilena Sonda em 2007, por 118 milhões de dólares.